# Nicki Bille Nielsen
Nicki Bille Nielsen (Copenhague, 7 de fevereiro de 1988) é um futebolista dinamarquês que atua como atacante. Atualmente, defende o Rosenborg.
Apesar de não ter defendido a equipe principal da Seleção Dinamarquesa, Nielsen defendeu quatro categorias diferentes nas bases dinamarquesas, tendo disputado ao todo quarenta partidas e marcado vinte vezes.

## Carreira

### Início
Revelado no Frem, Nielsen iniciou sua trajetória na equipe principal em 2005, fazendo sua estreia em 31 de julho, contra o Fremad Amager. Após assinar seu primeiro contrato profissional com o clube, três meses após sua estreia, passou alguns dias treinando com as equipes de Newcastle United e Portsmouth, respectivamente, mas não assinando com nenhuma delas. Acabou deixando o Frem após sua primeira temporada, onde, apesar de ser reserva, disputou 38 partidas, anotando quatro tentos.

### Futebol Italiano
Seu destino acabou sendo a italiana Reggina. Sob o comando de Walter Mazzarri, apesar de ter iniciado sua passagem pelo clube marcando um gol, disputou apenas sete partidas na primeira metade do campeonato, não anotando nenhum tento. Com a saída de Mazzarri e entrada de Massimo Ficcadenti, Nielsen acabou sendo emprestado. O primeiro empréstimo aconteceu para o inexpressivo Martina, onde, nas catorze partidas que disputou, não marcou nenhuma vez. O segundo clube foi o não maior Lucchese, onde teve uma participação menor, participando de apenas cinco partidas. Ironicamente, os dois clubes faliram durante sua estadia e, de acordo com o agente de Bille, mesmo não tendo falido também, a Reggina não pagou os seus salários. Nicki acabou conseguindo terminar seu contrato com a equipe italiana um ano antes após concordar em rescindir todas as reivindicações dos salários atrasados. Nicki ainda deixou a Itália com uma suspensão de oito partidas por conta de uma expulsão quando defendia o Lucchese.

### Retorno à Dinamarca
Nielsen acabou por retornar à Dinamarca, assinando com o Nordsjælland. Para sua felicidade, a federação dinamarquesa resolveu considerar as oito primeiras partidas do campeonato como as partidas que ele não jogou mesmo não tendo assinado com nenhum clube até então. Apesar disso, sua primeira temporada no clube acabou não sendo muito proveitosa, tendo ficado na reserva de Martin Bernburg, e por conta disso, disputou apenas dez partidas. Na seguinte, no entanto, com a saída de Bernburg se tornou titular e disputou 32 das 33 partidas da equipe no campeonato, marcando oito vezes. Nicki também esteve presente na conquista da Copa da Dinamarca, o primeiro título do clube.

### Futebol Espanhol
Nicki chegou a iniciar uma terceira temporada pelo clube, mas deixou o mesmo e assinou com o Villarreal para defender a equipe B. Sua estadia na "equipe satélite" acabou durante uma temporada, disputando 33 partidas e marcando cinco vezes. Chegou a participar de uma partida defendendo a equipe principal do Villarreal. Após a primeira temporada no clube, deixou o mesmo e assinou por empréstimo de uma temporada com o Elche, onde teve atuações destacadas, terminando sua passagem pelo clube com onze tentos em 37 partidas na segunda divisão espanhola. Para a temporada seguinte, com o rebaixamento do Villarreal, foi emprestado novamente, desta vez ao Rayo Vallecano.[carece de fontes?]

### Noruega: Rosenborg
Sua passagem pelo Rayo, no entanto, acabou sendo curta, durando apenas onze partidas (nove pelo campeonato e mais duas pela copa), nas quais, não conseguiu marcar nenhuma vez. Apesar do baixo rendimento, o Rosenborg acertou sua contratação em 3 de janeiro de 2013, firmando um contrato com Nielsen de quatro anos.